# Van Lampernisse (familie)

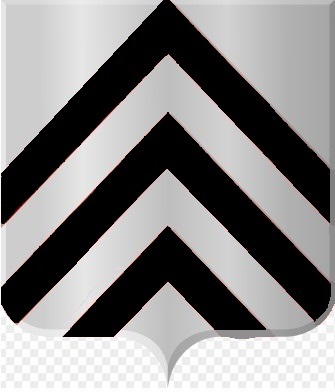
Familiewapen van Lampernisse te Menen

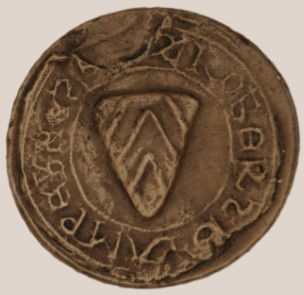
Zegel van Robrecht van Lampernisse, heer van Rekkem

Van Lampernisse is de naam van een Zuid-Nederlandse adellijke familie uit West-Vlaanderen.

## Geschiedenis
De familie is oorspronkelijk afkomstig uit de gelijknamige gemeente Lampernisse. Mogelijks is er een link met het lokale Leenhof Ter Wissche. In de 13de eeuw heeft de familie schepenen en oudsten in Veurne en is er ook een tak in Ieper met gekend wapenschild.
Later is deze familie terug te vinden in de stad Menen met meerdere gekende Vlaamse schepenen en ridders. Hun wapenschild daar, met 3 zwarte kepers, was analoog aan dit van de stad Menen tijdens het ancien régime. Midden 19de eeuw veranderde de kepers van Menen naar rood. Stempels van Robrecht van Lampernisse met de drie kepers zijn teruggevonden en te bezichtigen in musea.
Buiten Lampernisse had de familie gronden in Rekkem en nabij Zonnebeke. Tijdens of na de oprichting van de Augustijnenabdij van Zonnebeke in 1222 door Renelius van Lampernisse, ging minstens een deel van de lokale familiale gronden over op de abdij.
Renelius van Lampernisse bezat eind 12de eeuw ook een huis in het nu Franse Halluin (nl=Halewijn), een buurgemeente van Rekkem.

## Stamboom
- Radulf van Wattrelos, gehuwd met dame Resendis van Menen. Samen hadden ze 11 zonen waarvan vier burggraaf werden in de Ijzerstreek. Einde 11de eeuw was één van deze vier de stamvader van de van Lampernisse's.
- Volgraven van Lampernisse (1123-1130), schepen van Veurne-Ambacht.
  - Ridder Renelius van Lampernisse (1142- na 1222), gehuwd met Aelidis van Sint-Winoksbergen dochter van de burggraaf van Sint-Winoksbergen.
    - Ridder Thomas van Lampernisse (1210-1241), schepen van Veurne-Ambacht, gehuwd met Aude en nadien met Maria van Râches.
      - Robrecht van Lampernisse (1241-1255), heer van Rekkem, gehuwd met Juliana.

Na Robrecht vindt men geen lokaal spoor meer van deze familietak en ging Rekkem over op Gillis van Rechem.
Wouter Boene van Lampernisse en echtgenote jonkvrouw Margareta worden meermaals vermeld in oorkonden van de Abdij Van Merkem tussen 1285 en 1295. Hij wordt tevens vernoemd als één van de ondertekenende ridders van het fiscaal pakt tussen Veurne-Ambacht en Nieuwpoort van 9 februari 1296.
In actuele familienaamstatistieken komt Van Lampernisse niet meer voor.